# Levantamiento de Balkhab
«Levantamiento de Balkhab» fue una rebelión hazara en el distrito de Balkhab, Provincia de Sar-e Pul, Afganistán contra los talibanes. Estaba dirigido por Mehdi Mujahid y comenzó el 23 de junio de 2022 después de que las fuerzas de Mehdi Mujahid capturaran el distrito de Balkhab.
Al principio, los talibanes no tomaron en serio a Mehdi Mujahid cuando les declaró la guerra. Después de que reunió a sus propios combatientes y rápidamente tomó el control de su distrito natal de Balkhab, los talibanes desplegaron tropas y superaron ampliamente en número a Mehdi y sus militantes.

## Antecedentes
Las tensiones entre los talibanes y Mehdi Mujahid, su único comandante chiita hazara, comenzaron tras la toma de Afganistán por los talibanes cuando sus dirigentes intentaron obtener un mayor control sobre la minería del carbón en Balkhab.
La paciencia de los talibanes llegó cuando Mehdi Mujahid comenzó a criticarlos públicamente por el trato que daban a los hazaras y otros musulmanes chiitas, y por el cierre de escuelas para niñas. Esto llevó a que los talibanes lo destituyeran como jefe de inteligencia en la Provincia de Bamiyán.

## Enfrentamientos Armados
Después de ser expulsado como jefe de inteligencia, Mehdi Mujahid abandonó a los talibanes y luego les declaró la guerra. Mehdi Mujahid capturó rápidamente el distrito de Balkhab, destituyó al gobernador del distrito talibán y lo reemplazó por un chiita hazara entre sus fuerzas. Después de capturar Balkhab, Mehdi Mujahid dijo que nadie podía arrebatar el distrito a los hazaras por la fuerza. Los talibanes inicialmente reunieron a unos 500 combatientes y planearon capturar a Mehdi desde dos direcciones, una procedente del distrito de Dara-i Sufi Bala en la Provincia de Samangán y otra procedente del distrito de Yakawlang en la provincia de Bamyan.
Los talibanes también habían pedido a sus miembros de la comunidad étnica uzbeka en la Provincia de Yauzyán y la Provincia de Faryab, liderados por Qari Salahuddin Ayubi, que proporcionaran al menos 200 combatientes para ayudar a capturar a Mehdi, pero se negaron.
A partir del 13 de junio de 2022, todo el distrito de Balkhab estaba controlado por las fuerzas de Mehdi Mujahid.
Muchas personas, incluidos civiles comunes, veteranos de las Fuerzas Armadas Afganas y combatientes de Liwa Fatemiyoun, se unieron bajo el mando de Mehdi.
Las fuentes afirman que Estado Islámico del Gran Jorasán estaba siendo utilizado en Balkhab, fueron desplegados en Kotal Regi del distrito de Balkhab y llevaron a cabo un ataque desde el distrito.
El 23 de junio de 2022, los talibanes intentaron tomar Balkhab, aunque ni siquiera lograron entrar debido a la fuerte resistencia. En un tuit oficial, Sebghat Ahmadi, portavoz del Frente de Resistencia Nacional , dijo que "hoy a las 7 de la mañana, los talibanes intentaron atacar al valiente pueblo de Balkhab que busca justicia desde la ruta Qom Kotal Sancharak". Según los lugareños, los talibanes enviaron tropas a Balkhab desde varias direcciones para capturar a Mehdi Mujahid y derrotar a sus fuerzas. Mehdi Mujahid afirmó que sus fuerzas repelieron dos ataques de los talibanes el 23 de junio y un ataque en la mañana del 24 de junio y que habían matado a un número importante de combatientes talibanes. Muhammad Mohaqiq, un político hazara, apoyó a Mehdi y advirtió a los talibanes que un ataque contra Mehdi Mujahid "significaría una guerra con los hazaras".
Los dos bandos entablaron batallas en las zonas del valle de Dezdan, Dozdan Dara, Qom Kotal y Ab-e Kalan, y se informó de decenas de muertos y heridos, siendo los talibanes los que sufrieron más pérdidas. Una fuente cercana a Mehdi Mujahid afirmó que las fuerzas talibanes se habían retirado de varios frentes después de haber sido dominadas por las fuerzas de Mehdi.
El 25 de junio, los talibanes lanzaron un ataque aéreo contra la casa de Mehdi Mujahid, aunque ni él ni su familia resultaron heridos ni murieron.
El 3 de julio, los talibanes ejecutaron a nueve de los combatientes de Mehdi Mujahid que se habían rendido. Los combatientes talibanes también cometieron atrocidades contra los civiles en Balkhab.El 6 de julio, los talibanes desplegaron casi 8.000 combatientes, rodearon todo el distrito de Balkhab y prohibieron a cualquiera salir o entrar. Los talibanes también cortaron toda Internet en Balkhab. Mehdi Mujahid instó a sus combatientes a no perder la esperanza y luchar duro contra los talibanes.
Karim Khalili, otro político hazara y líder de Hezbe Wahdat, criticó a los talibanes por el trato que dan a los civiles de Balkhab. Escribió que "en esta guerra, hay signos claros de crímenes contra la humanidad; los civiles han sido atacados directa e intencionalmente, las casas y propiedades de las personas han sido saqueadas. Además, las comunicaciones y redes de la región han sido cortadas y el transporte Las rutas para proporcionar alimentos a la gente han sido cortadas por completo."
A principios de julio, los talibanes capturaron la aldea de Golwarz cerca de Bakhlab como parte de su campaña contra los rebeldes. Según informes, los talibanes cometieron varios crímenes de guerra contra la población, en su mayoría hazara, a lo largo de la campaña, lo que provocó que los refugiados huyeran a las provincias vecinas.
El conflicto terminó con una victoria de los talibanes y la muerte de Mehdi Mujahid en la ciudad de Kohsan, cerca de la frontera iraní.

## Crímenes de Guerra y abusos
En las zonas rurales alrededor del distrito de Balkhab, los talibanes cometieron una serie de crímenes de guerra contra la población chiita hazara durante el conflicto. El 29 de junio de 2022, la Comisión Independiente de Derechos Humanos de Afganistán (AIHRC) declaró que los talibanes habían ejecutado a civiles y prisioneros de guerra, incendiado hogares de civiles, desplazado a civiles y bombardeado infraestructura civil. La AIHRC clasificó las acciones de los talibanes como crímenes de guerra.
Hasta el 1 de julio, 23 civiles asesinados por los talibanes habían sido identificados y 29 seguían sin identificar, según Rukhshana Media. El 2 de julio, Hasht-e Subh estimó que los talibanes habían matado a 150 civiles y que algunos habían sido torturados. Se estima que también fueron desplazados 27.000 lugareños. El Ayatollah Sistani envió alrededor de 1.000 paquetes de alimentos y otras necesidades básicas a los hazaras desplazados, y la Fundación Baba Mazari envió alrededor de 80 paquetes.